# 安塞迪
安塞迪是葡萄牙波尔图区的一个堂区。总面积11.83平方公里，总人口2618人，人口密度221.3人/平方公里。